# Hans Dehmelt
Hans Georg Dehmelt (Görlitz, 9 settembre 1922 – Seattle, 7 marzo 2017) è stato un fisico tedesco naturalizzato statunitense, vincitore, insieme a Wolfgang Paul, del premio Nobel per la fisica nel 1989, per «lo sviluppo della tecnica della trappola ionica». La tecnica è utilizzata per effettuare misurazioni di alta precisione del Fattore-g degli elettroni. Dehmelt e Paul sono stati premiati con 1/4 di premio ciascuno. L'altra metà del premio è stata assegnata a Norman Foster Ramsey, con una diversa motivazione.

## Biografia
All'età di dieci anni, Dehmelt si iscrive al Berlinisches Gymnasium zum Grauen Kloster, con una borsa di studio. Dopo il diploma (1940) si arruola volontario nell'esercito tedesco. Gli viene ordinato di iscriversi all'Università di Breslavia per studiare fisica, cosa che avviene nel 1943. Dopo un anno di studio torna al servizio militare e viene fatto prigioniero durante la Battaglia delle Ardenne.
Rilasciato dagli statunitensi nel 1946, Dehmelt torna agli studi di fisica all'Università di Gottinga. Qui, per pagarsi gli studi, ripara e intraprende la compravendita di vecchi apparecchi radio. Completa la tesi nel 1948 e ottiene il dottorato nel 1950, sempre all'Università di Gottinga. Viene poi invitato alla Università Duke come associato post-dottorato e si trasferisce negli Stati Uniti nel 1952.
Diviene assistente professore all'Università di Washington a Seattle nel 1955; nel 1958 diventa professore associato e nel 1961 professore ordinario. È proprio presso quest'ateneo che conduce i suoi studi sulla trappola ionica, dove rimane fino al pensionamento, avvenuto nell'ottobre del 2002.

### Vita privata
Dehmelt aveva sposato Irgmard Lassow, poi deceduta. La coppia aveva un figlio, Gerd. In seguito Dehmelt si è risposato con Diana Dundore.

## Premi e riconoscimenti
- Premio Davisson-Germer nel 1970;
- Premio Rumford nel 1985;
- Premio Nobel per la fisica nel 1989;
- National Medal of Science nel 1995.